# Recurso administrativo (España)
El recurso administrativo en España, es el medio de impugnación previsto en la Ley por el que un sujeto legitimado afectado por un acto administrativo que considere que adolece de causas de nulidad  o anulabilidad, solicita que sea revisado por la misma Administración. Es preceptiva la interposición de un recurso administrativo para abrir el cauce jurisdiccional. La Ley 39/2015, de 1 de octubre, del Procedimiento Administrativo Común de las Administraciones Públicas regula en su Título 5 los recursos administrativos.
La interposición de un recurso inicia un nuevo procedimiento administrativo, en que la propia Administración autora del acto ejerce la revisión de legalidad del acto objeto de la impugnación.

## Clases
Existen tres clases de recursos administrativos generales en España:
1. Recurso de reposición (España)
2. Recurso de alzada (España)
3. Recurso extraordinario de revisión

## Actos recurribles
El artículo 112 de la Ley 39/2015 establece los actos y disposiciones recurribles:
Podrán interponerse por los interesados los recursos de alzada y potestativo de reposición contra las resoluciones y los actos de trámite, si estos últimos deciden directa o indirectamente el fondo del asunto, determinan la imposibilidad de continuar el procedimiento, producen indefensión o perjuicio irreparable a derechos e intereses legítimos, que cabrá fundar en cualquiera de los motivos de nulidad o anulabilidad previstos en los artículos 47 y 48 de la Ley.
La oposición a los restantes actos de trámite podrá alegarse por los interesados para su consideración en la resolución que ponga fin al procedimiento.
No cabrá recurso en vía administrativa contra las disposiciones administrativas de carácter general. Los recursos contra un acto administrativo que se funden únicamente en la nulidad de alguna disposición administrativa de carácter general podrán interponerse directamente ante el órgano que dictó dicha disposición.
Las reclamaciones económico-administrativas se ajustarán a los procedimientos establecidos por su legislación específica.

## Interposición de recurso
El artículo 115 de la Ley 39/2015 establece los requisitos que ha de cumplir la interposición del recurso:
- El nombre y apellidos del recurrente, así como la identificación personal del mismo.
- El acto que se recurre y la razón de su impugnación.
- Lugar, fecha, firma del recurrente, identificación del medio y, en su caso, del lugar que se señale a efectos de notificaciones.
- Órgano, centro o unidad administrativa al que se dirige y su correspondiente código de identificación.
- Las demás particularidades exigidas, en su caso, por las disposiciones específicas.

El error o la ausencia de la calificación del recurso por parte del recurrente no será obstáculo para su tramitación, siempre que se deduzca su verdadero carácter. no podrán ser alegados los vicios y defectos que hagan anulable un acto  por quienes los hubieren causado.